# Gran Río Fish
Para el Río en Namibia, véase Río Fish (Namibia).
El Gran Río Fish (llamado grande para distinguirlo del río Fish namibio) (en afrikáans: Groot-Visrivier) es un río que corre a través de la provincia Oriental del Cabo de Sudáfrica.
La expedición de Bartolomé Díaz que dobló el cabo de Buena Esperanza en 1488, siguieron la costa hacia el este y llegaron a la bahía de Algoa (700 km al este del cabo de Buena Esperanza) y después alcanzaron el río Fish que llamaron río Infante, en honor a João Infante, comandante de la segunda carabela. La expedición de Díaz llegó a su punto más lejano en el océano Índico el 12 de marzo de 1488, cuando anclaron en Kwaaihoek, cerca de la desembocadura del río Bushman, donde fue construida un padrão —el Padrão de São Gregorio—. Díaz quería seguir navegando hacia la India, pero se vio obligado a regresar cuando su tripulación se negó a ir más allá, debido a la escasez de provisiones y a que las naves estaban bastante deterioradas por la tormenta. La tripulación revuelta obligó al capitán a regresar a Portugal siguiendo la línea de costa hacia el oeste. 
Durante el siglo XIX, el Río señaló la frontera de la Colonia del Cabo y fue fervorosamente disputado durante las guerras de la frontera de 1779 a 1878 entre la nación indígena Xhosa por un lado; y los granjeros holandeses y los colonos de 1820 de Inglaterra por el otro; y en 1835, a la tribu de Fingo se le permitió asentarse en sus orillas. Durante el apartheid, sus bajos fueron el límite occidental de la nominal República Independiente de Ciskei.
El río corre generalmente (de forma natural) todo el año, aunque sus fuentes se encuentran en una región árida; ahora, el agua del sistema del Río Orange se puede utilizar para mantener su caudal en períodos secos. En los años 70, un proyecto importante trajo el agua del río Orange, vía el Gran Río Fish, para uso agrícola e industrial. El túnel fue una importante empresa de ingeniería, con conexión en Oviston (siglas, en afrikáans, para el túnel Orange-Fish). Oviston está en las orillas de la Represa Verwoerd (renombrada como Represa de Gariep).
Cradock es una importante ciudad a través de la cual el Gran Río Fish fluye. El área entre Port Elizabeth y el Gran Río Fish es conocida como: Costa del Sol (Sunshine Coast). 
A pesar de su nombre, la pesca a lo largo de sus costas (principalmente las más bajas) es sobre todo recreativa. Anualmente, un popular acontecimiento de canotaje tiene lugar desde Cradock a la desembocadura del río.